# Ann Voskamp
Ann Morton Voskamp (Listowel (Ontario), 10 augustus 1973) is een Canadees psycholoog en schrijfster. Zij schrijft christelijk geïnspireerde boeken waarbij zij zich met name richt op vrouwen. Haar bekendste publicatie is Duizendmaal dank.

## Levensloop
Voskamp groeide op in een boerenfamilie. Qua kerkelijke achtergrond was het gezin aangesloten bij de Mennonieten. Toen Voskamp vier jaar oud was werd een jongere zus voor het huis aangereden door een busje en overleed ter plekke. Dit ongeluk had grote invloed op het gezin en uitte zich bij Voskamp als twintiger via paniekaanvallen en claustrofobie.
Voskamp studeerde psychologie in Toronto en reflecteerde op haar goed gelezen blog op het leven van alle dag. In 2010 verscheen haar eerste boek getiteld One Thousand Gifts: A Dare to Live Fully Right Where You Are (in het Nederlands verschenen als Duizendmaal dank). Het boek stond zestig weken in de New York Times-bestsellerlijst. Daarna volgden nog enkele publicaties, waarvan Gebroken leven waarschijnlijk de bekendste is.

## Persoonlijk
Samen met haar man Darryl Voskamp heeft zij zeven kinderen. Voskamp heeft zich in het openbaar meerdere malen uitgesproken tegen het Amerikaanse beleid ten aanzien van vluchtelingen.

## Publicaties
Een overzicht van de in het Nederlands verschenen publicaties:
- Duizendmaal dank. Zoek het ware leven waar het te vinden is vlak voor je neus, 2012, Wever van Wijnen; ISBN 9789051944341.
- Het grootste geschenk. Het liefdesverhaal van kerst, 2015, Wever van Wijnen; ISBN 9789051945249.
- Gebroken leven. De uitdagende weg naar overvloed, 2017, Wever van Wijnen; ISBN 9789060848890.
- Wees een geschenk. Van gebrokenheid naar overvloed, 2018, Wever van Wijnen; ISBN 9789051945584.
- Dagboek duizendmaal dank. Op zoek naar genade voor elke dag, 2018, Wever van Wijnen; ISBN 9789051945676.
- Dagboek Gebroken leven. Op weg naar overvloed voor elke dag, 2019, Wever van Wijnen; ISBN 9789051945591.
- Brieven van Ann Voskamp. Aan haar kinderen, aan de kerk, aan zichzelf, 2019, Wever van Wijnen; ISBN 9789051945812.
- Wegbereider. Vind de weg naar het leven van je dromen, 2022, Wever van Wijnen; ISBN 9789051947397.